# Kleofáš Hollman
Kleofáš Hollman (18. února 1865 Špindlerův Mlýn – 13. července 1924 Vrchlabí) byl český architekt, stavitel a starosta města Vrchlabí. Je nazýván "architektem města Vrchlabí"

## Životopis
Kleofáš Hollman se narodil roku 1865 ve vesničce Svatý Petr u Špindlerova Mlýna do rodiny truhláře Franze Hollmanna a jeho manželky Johanny, roz. Lorenzové. Získal inženýrský titul. Jeho prvním projektem byla stavba nového Kablíkova mostu (Kablikbrücke) ve Vrchlabí roku 1895. Roku 1898 se do architektonické soutěže přihlásil znovu s dalším architektem Viktorem Krausem. Soutěž sice nevyhráli, ale Hollman s Krausem nadále spolupracoval, dokonce založili i firmu Kraus & Hollman. První realizací se tedy stala stavba jednoho z městských domů ve Vrchlabí roku 1896, realizovaná s Krausem. Velkou měrou se také podílel na architektuře dnes již zaniklého židovského hřbitova.
Vlastnil také vodní elektrárnu ve Špindlerově Mlýně, která poháněla elektrický sáňkařský výtah.
Roku 1923 byl zvolen starostou Vrchlabí. Zemřel jako účastník průvodu během župní turnerské slavnosti 13. července 1924.

## Dílo
- Městský dům čp. 177, Vrchlabí (1896) – spolu s V. Krausem
- Radnice, Rokytnice nad Jizerou (1903) – spolu s V. Krausem
- Městský park, Vrchlabí (1903)
- Přestavba Kulturního domu Střelnice, Vrchlabí (1903–4) – spolu s V. Krausem[10]
- Evangelický kostel, Strážné (1904) – spolu s V. Krausem
- Karosárna Petera, Vrchlabí (1906)[11]
- Zhotovení kůru pro varhany, kostel svatého Petra, Špindlerův mlýn (1907)
- Škola, Špindlerův mlýn (1908)
- Fara, Dolní Lánov (1909)
- Gymnázium, Vrchlabí (1909)
- Vodní elektrárna
- Menčíkova vila, Vrchlabí (1910)
- Cukrárna, Cukrářská ulice, Vrchlabí (1912)
- Obchodní a obytný dům H. Oesterreichera (dnes dětský domov), (1916)[12]
- Banka Union, Krakonošovo náměstí, Trutnov
- Evangelický kostel, Lánov (nerealizováno)

## Galerie

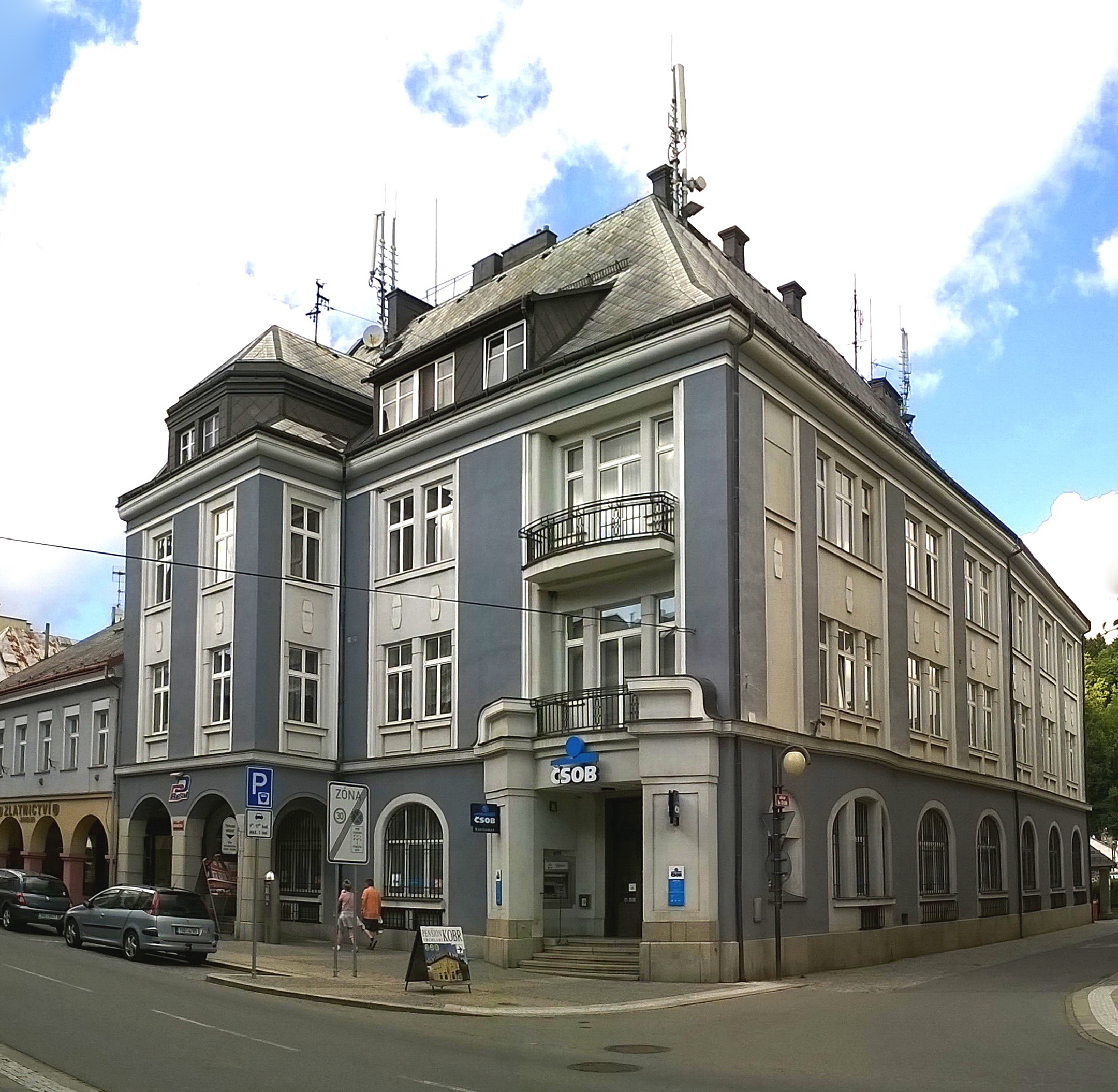
Městský dům čp. 177, Vrchlabí
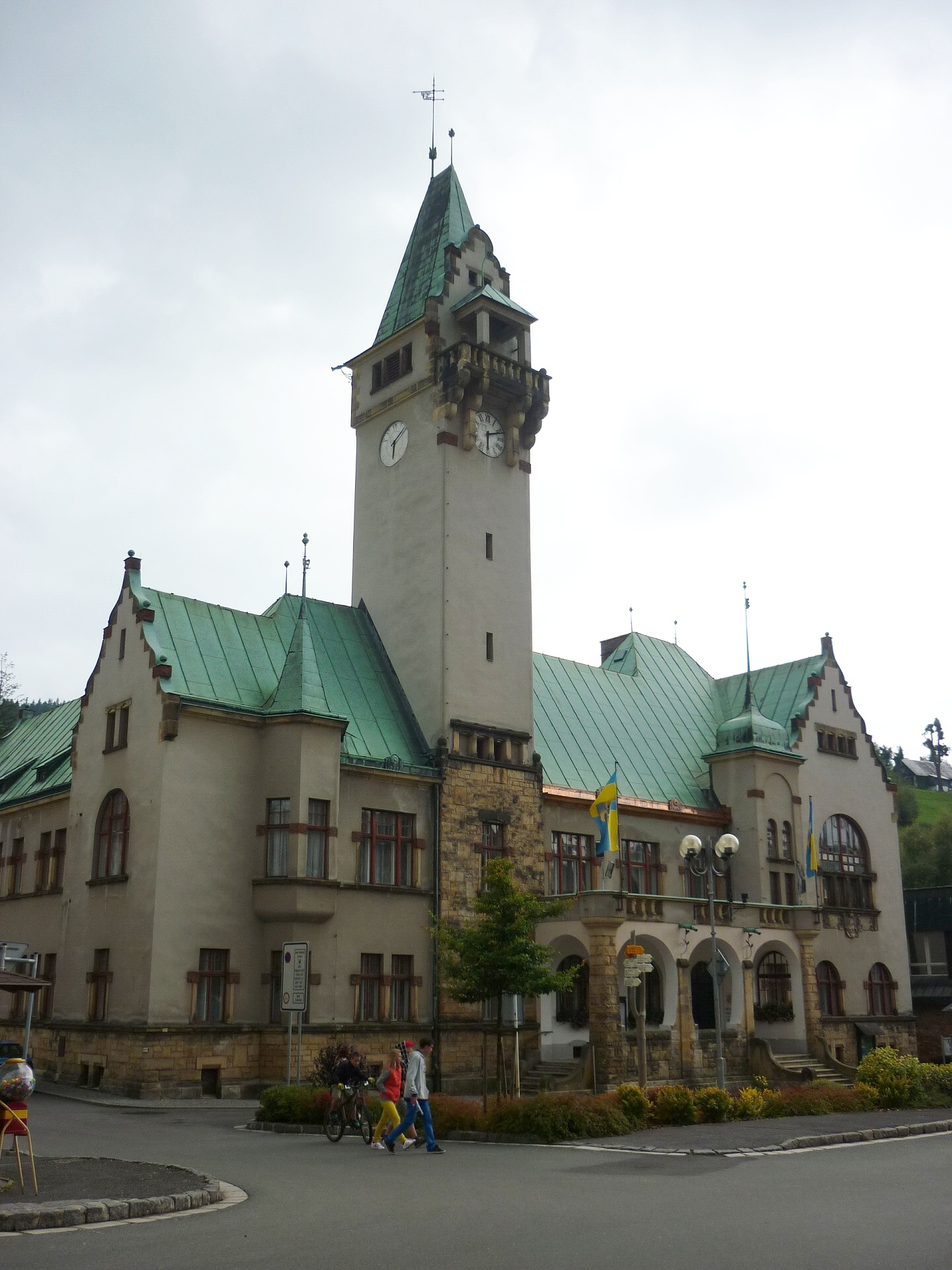
Radnice v Rokytnici nad Jizerou
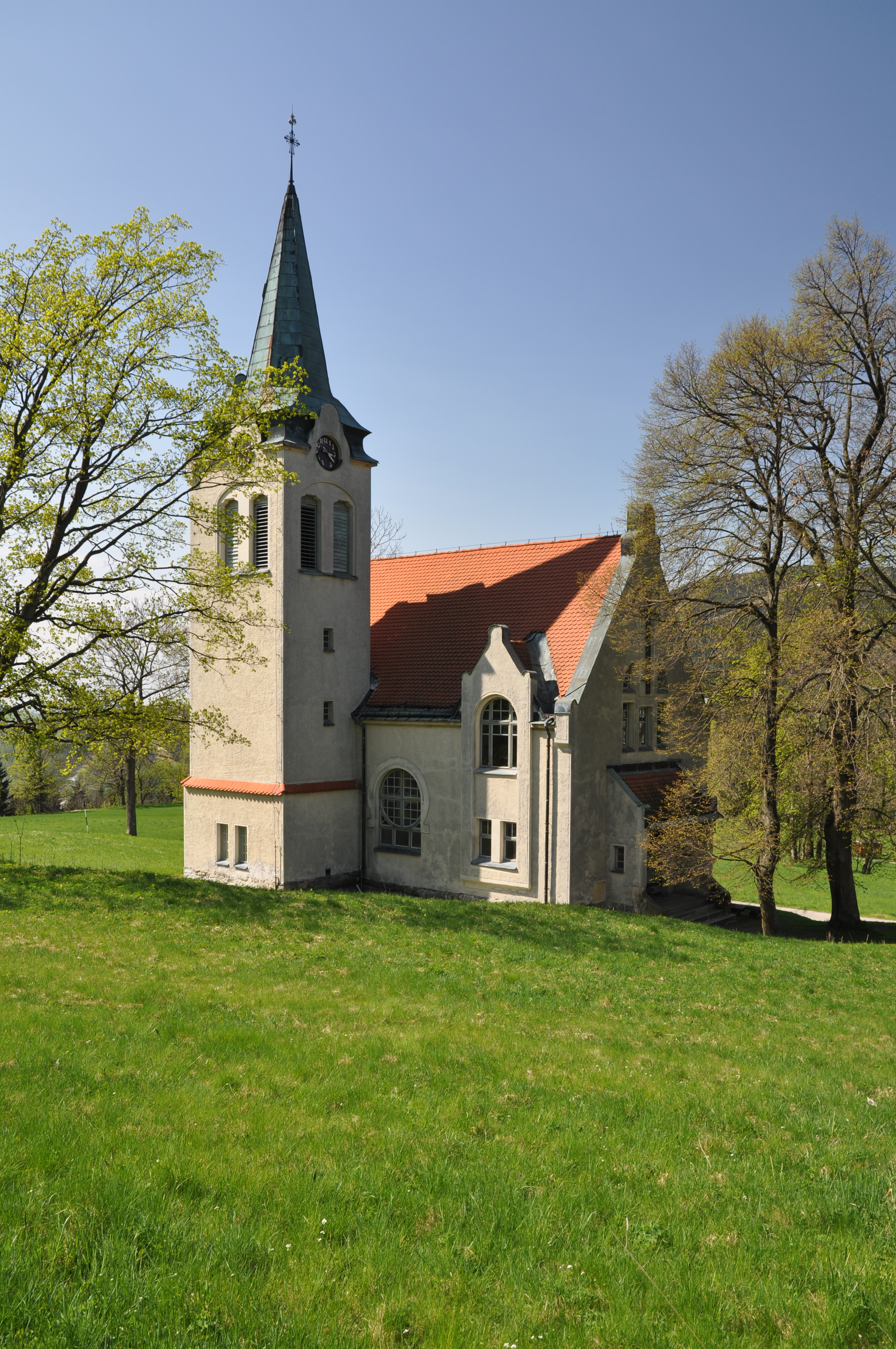
Evangelický kostel ve Strážném
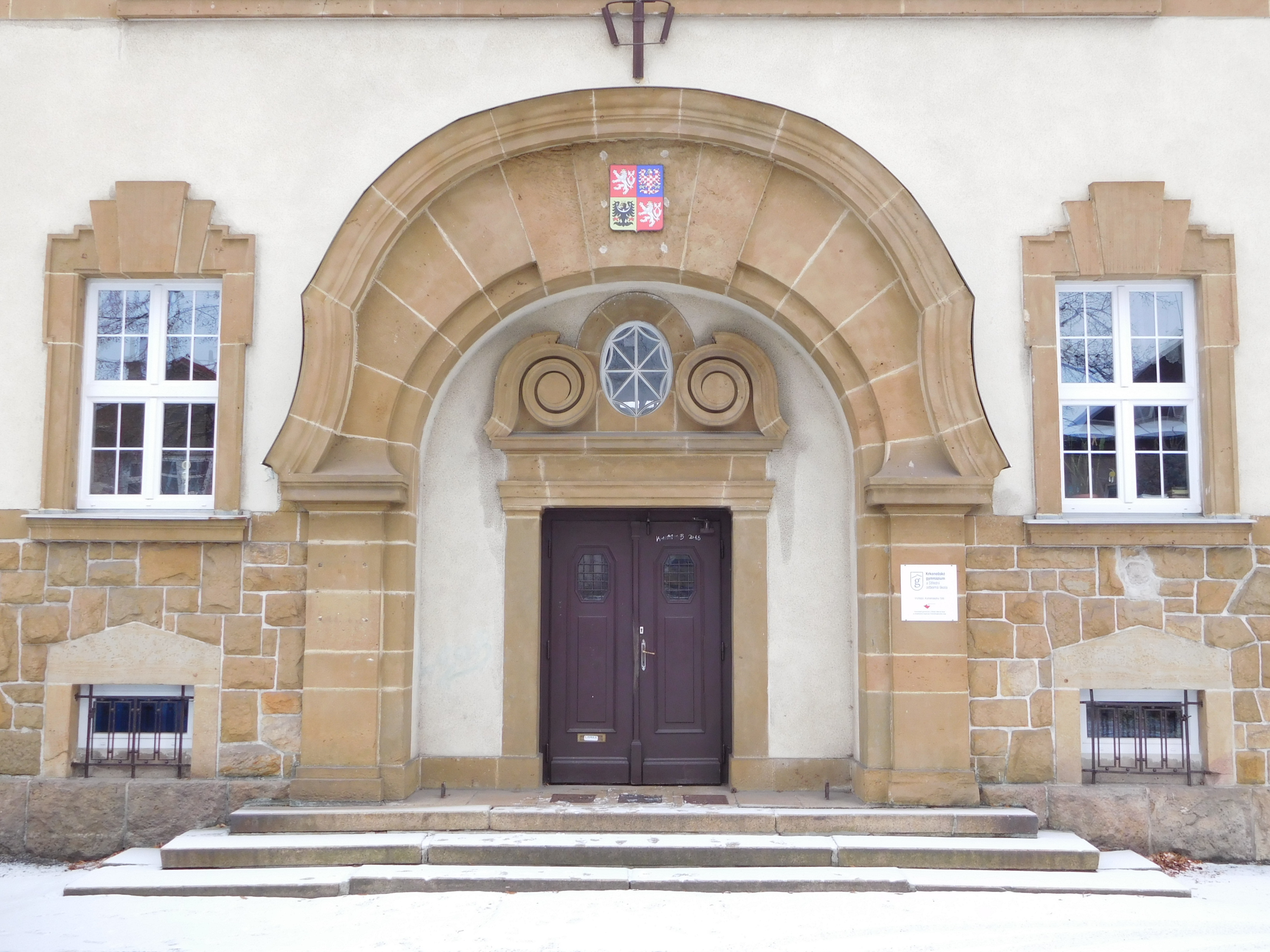
Průčelí gymnázia, Vrchlabí
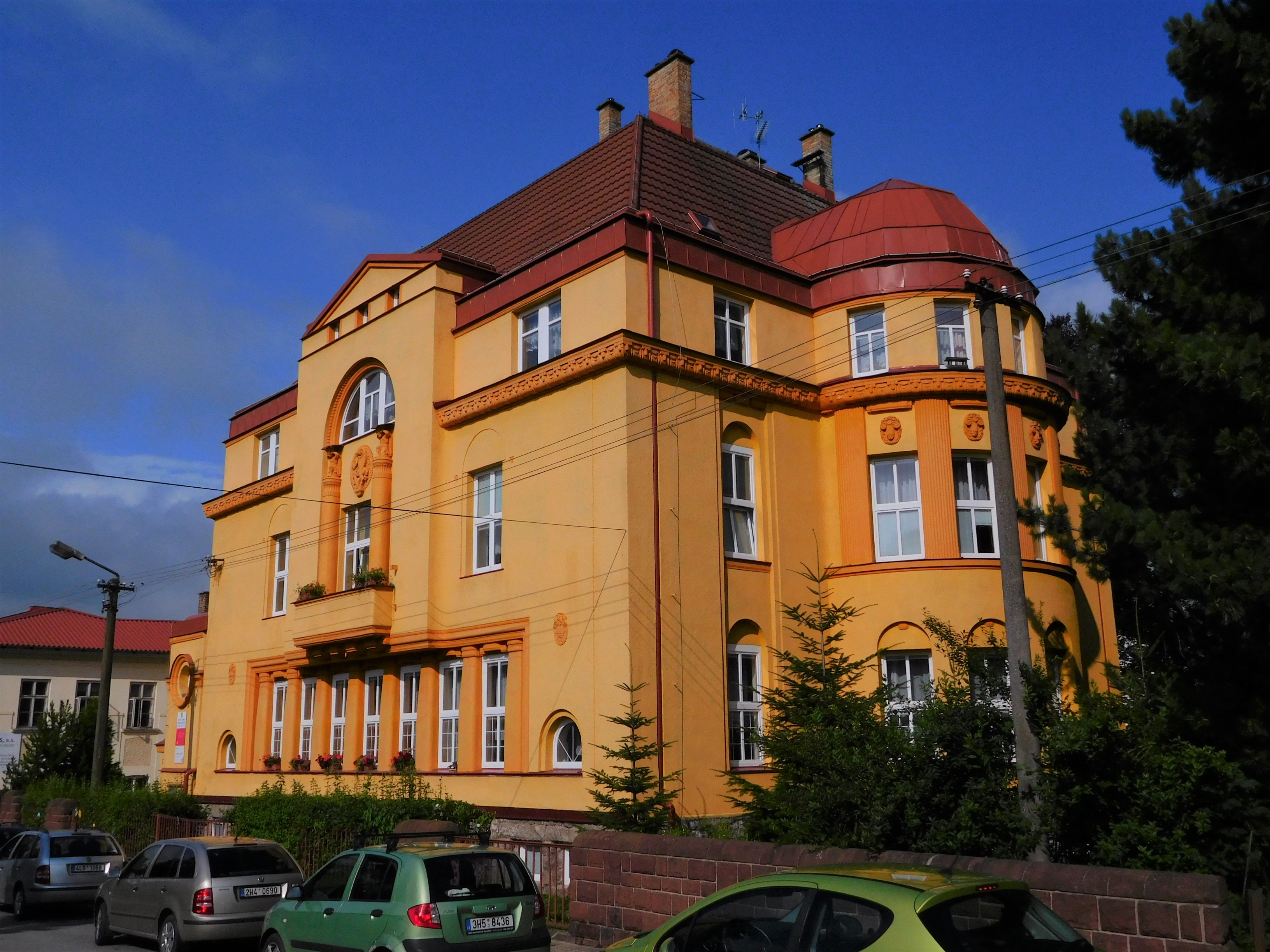
Dům H. Oesterreichera, Vrchlabí